# Evangelische Kirche (Flinsbach)

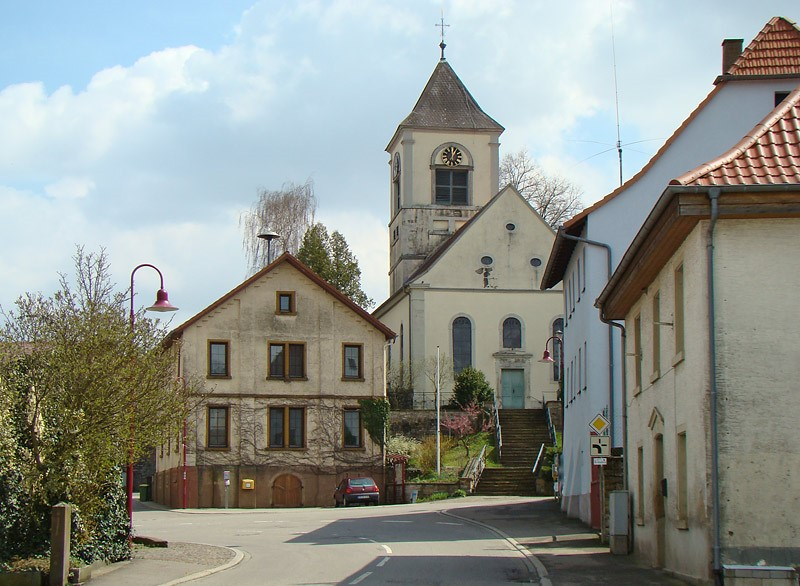
Evangelische Kirche in Flinsbach

Die Evangelische Kirche ist ein geschütztes Kulturdenkmal nach dem Denkmalschutzgesetz. Sie steht in Flinsbach, einem Gemeindeteil von Helmstadt-Bargen im Rhein-Neckar-Kreis in Baden-Württemberg. Die Kirchengemeinde gehört zum Kirchenbezirk Kraichgau der Evangelischen Landeskirche in Baden.

## Beschreibung
Der den Ansprüchen nicht mehr genügende Vorgängerbau aus dem letzten Drittel des 13. Jahrhunderts wurde 1793 abgebrochen und durch eine Saalkirche mit einem größeren Langhaus ersetzt. Der Chorturm des Vorgängerbaus auf quadratischem Grundriss im Osten des Langhauses wurde mit einem Geschoss, das mit Pilastern an den Ecken verziert ist, aufgestockt, das die Turmuhr und den Glockenstuhl mit fünf Kirchenglocken beherbergt, und mit einem Pyramidendach bedeckt.
Der Innenraum des Chors, d. h. das Erdgeschoss des Chorturms, ist mit einem Kreuzrippengewölbe überspannt. In ihm steht ein Sakramentshaus. Die Kirchenausstattung von 1795 blieb bis heute erhalten. Die Orgel stammt aus dem Jahre 1932. Sie wurde von der E.F. Walcker & Cie. als Opus 2366 errichtet und ersetzte eine Orgel des Heidelberger Orgelbauers Anton Overmann I. aus dem Jahr 1807.